# Jarrod Poort
Jarrod Poort (Hurtsville, 31 de outubro de 1994) é um maratonista aquático australiano.

## Carreira

### Rio 2016
Poort competiu nos 10 km masculino nos Jogos Olímpicos de Verão de 2016 ficando na 21ª colocação.